# Mark Pelczarski
Mark Pelczarski (...) è un informatico statunitense.
Può essere definito un pioniere del multimedia. Nel 1979, ancora mentre insegnava informatica presso la Northern Illinois University ha programmato e pubblicato Magic Paintbrush. Questo programma è da considerarsi uno dei primi programmi di grafica per l'Apple II, il primo computer ad aver avuto una modalità grafica a colori.

## Da editore a programmatore
Nel 1980 ha lavorato  come editore per la SoftSide Magazine, ma presto lasciò tutto per dedicarsi alla Penguin Software allo scopo di pubblicare il suo Complete Graphics System, un programma che includeva sia funzioni di grafica 2D che 3D.
Nel 1981, assieme a David Lubar (un collaboratore della rivista Creative Computing Magazine) ha programmato Special Effects e Graphics Magician.
Il primo era un programma per generare effetti digitali sulle immagini. Graphics Magician è stato uno dei primi programmi ad introdurre il concetto di grafica vettoriale per compressione di immagini: routine di animazione che servivano per permettere ai programmatori di facilitare l'utilizzo di sequenze animate nei loro programmi. Il risultato fu eccellente, visto che furono in tantissime le software house che optarono di fare uso di questo programma. Inoltre ha vinto molti premi ed è stato uno dei programmi più venduti dell'epoca. Si può dire che è stato un best seller "informatico" antenato di Adobe Flash.

## Dalla grafica alla musica
Nel 1986 Pelczarski si dedicò ai software musicali creando il programma MIDI Onstage, che serviva per controllare e pilotare i vari strumenti musicali midi durante i concerti.
Poco dopo ha collaborato alla creazione di parte del settore digitale dello studio di registrazione di Jimmy Buffett e Dan Fogelberg, partecipando inoltre alla creazione di alcuni loro albums.

## Il ritorno all'insegnamento
Ora Pelczarski è tornato ad occuparsi di insegnamento. Con l'ascesa del fenomeno di Internet è stato uno dei primi a dedicarsi all'insegnamento online.
Per questo scopo ha scritto il programma Dialogue, una delle prime applicazioni inerenti alla creazione ed utilizzo di forum online che è stata adottata da moltissime università per il loro primo approccio di insegnamento online.